# كأس بلغاريا 1977–78
كأس بلغاريا 1977–78 (بالبلغارية: Купа на Съветската армия 1977/78)‏ هو موسم من كأس بلغاريا. أشرف على تنظيمه اتحاد بلغاريا لكرة القدم، وفاز فيه ماريك دوبنيتسا ‏.